# Igreja de Todos os Santos (Doddinghurst)

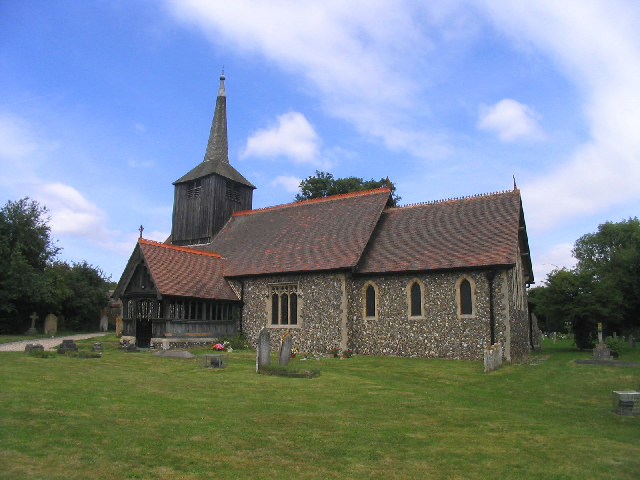
Igreja de Todos os Santos vista do sudeste

A Igreja de Todos os Santos é uma paróquia da Igreja da Inglaterra em Doddinghurst, Essex. A igreja é um edifício listado como Grau I.

## Clero notável
- Oswald Trellis, sacerdote de 2002 a 2005